# ستيف موني
ستيف موني (بالفرنسية: Steve Mounié)‏ (مواليد 29 سبتمبر 1994) هو لاعب كرة قدم بنيني يلعب كمهاجم في نادي بريست.

## روابط خارجية
- ستيف موني على موقع قاعدة بيانات كرة القدم.إي يو (الإنجليزية)
- ستيف موني على موقع ليكيب (الفرنسية)
- ستيف موني على موقع ناشيونال فوتبول تيمز (الإنجليزية)
- ستيف موني على موقع Soccerbase.com (لاعب) (الإنجليزية)
- ستيف موني على موقع Soccerway.com (الإنجليزية)
- ستيف موني على موقع عالم كرة القدم.نت (الإنجليزية)
- ستيف موني على موقع AS.com (الإسبانية)